# Sytuacja prawna i społeczna osób LGBT w Albanii
Lesbijki, geje, biseksualiści i osoby transpłciowe (LGBT) w Albanii mogą się spotkać z prawnymi trudnościami (których nie doświadczają cispłciowe osoby heteroseksualne), choć są oni chronieni przez całkowity zakaz dyskryminacji. Kontakty homoseksualne – zarówno kobiet, jak i mężczyzn – są w Albanii legalne, jednakże pary jednopłciowe ani gospodarstwa przez nie prowadzone nie są chronione prawnie tak jak u par różnopłciowych.

## Prawo wobec kontaktów homoseksualnych
Społeczeństwo albańskie jest w dużej mierze konserwatywne, zwłaszcza jeśli chodzi o kwestie związane z osobami LGBT oraz ich widocznością w przestrzeni publicznej. Organizacja ILGA-Europe wskazuje, iż Albania jest jednym z niewielu krajów Europy, który zakazuje dyskryminacji z uwagi na tożsamość płciową. Albania ratyfikowała Protokół 12. europejskiej Konwencji o ochronie praw człowieka i podstawowych wolności, a ponadto jest sygnatariuszem Deklaracji o Orientacji Seksualnej i Tożsamości Płciowej z 2007 roku sporządzonej przez ONZ.
W 2015 roku Międzynarodowe Stowarzyszenie Lesbijek i Gejów (ILGA) umieściło Albanię na dziewiętnastym miejscu (na czterdzieści dziewięć) w rankingu dotyczącym praw osób LGBT.

### Historia

#### Imperium Osmańskie
W 1858 Imperium Osmańskie zalegalizowało kontakty seksualne pomiędzy osobami tej samej płci. W XIX wieku pederastia była w Albanii zjawiskiem często opisywanym przez zachodnich podróżników. John Hobhouse pisał w swoich pamiętnikach o tym, że pederastia jest „otwarcie praktykowana” w tym regionie.

#### Ludowa Socjalistyczna Republika Albanii
Ludowa Socjalistyczna Republika Albanii karała homoseksualne stosunki długoterminowym pozbawieniem wolności, zastraszaniem i ostracyzmem. Artykuł 137. Kodeksu Karnego o przestępstwach przeciwko moralności publicznej określał, że „Pederastia jest karana pozbawieniem wolności do lat dziesięciu bądź utratą majątku”. Termin pederastia oznaczał w tym kontekście stosunek seksualny pomiędzy dwiema dorosłymi osobami tej samej płci lub pomiędzy osobą dorosłą a dzieckiem bez względu na płeć.

#### Republika Albanii
Latem 1994 albański rząd zaproponował projekt kodeksu karnego, zgodnie z którym homoseksualizm miał pozostać nielegalny, jednak z maksymalną karą pozbawienia wolności do lat trzech. Kampania prowadzona przez Stowarzyszenie Gejów Albanii i międzynarodowa presja ze strony ILGA (gdzie Rada Europy również odegrała znaczącą rolę) doprowadziły do usunięcia tego pomysłu z kodeksu karnego.
20 stycznia 1995 w Albanii depenalizowano kontakty seksualne osób dorosłych podejmowane za obopólną zgodą. W 2001 roku zrównano wiek osób dopuszczających się legalnie kontaktów homo- i heteroseksualnych – wynosi on czternaście lat.

## Ochrona prawna przed dyskryminacją
4 lutego 2010 albański parlament jednogłośnie przyjął wszechstronne prawo antydyskryminacyjne, które zakazuje dyskryminacji na podstawie orientacji seksualnej i tożsamości płciowej. Prawo to odnosi się do wszystkich istotnych sfer życia, w tym zatrudnienia, edukacji, ochrony zdrowia, dostępu do towarów, usług oraz mieszkań. Albania jest jednym z niewielu krajów, których prawo bezpośrednio odnosi się do zakazu dyskryminacji na podstawie tożsamości płciowej. Albańskie prawo spełnia standardy Unii Europejskiej, które zabraniają pracodawcy dyskryminacji z powodu orientacji seksualnej pracownika. Zgodnie z przyjętymi zmianami, powołane zostało niezależne stanowisko Komisarza do Spraw Przeciwdziałania Dyskryminacji. W 2010 roku Parlament Albanii wybrał Irmę Baraku, która objęła ten urząd.
12 grudnia 2012 Stowarzyszenie Przeciwko Dyskryminacji oraz Pro LGBT wyraziły swoje niezadowolenie ze „słabej i nieprofesjonalnej pracy ze strony Komisarza do Spraw Przeciwdziałania Dyskryminacji”. Według Xheni Karaj i Kristiego Pinderi, przewodniczących tych organizacji, społeczność LGBT „straciła zaufanie do tej instytucji z powodu jej powolnej pracy, rosnących i celowych biurokratycznych przeszkód, a także przedłużającego się procesu śledczego bez perspektyw na wyjaśnienia lub sensowne uzasadnienia”. Działacze argumentowali, iż na dziewięć spraw dotyczących przemocy wobec LGBT lub mowy nienawiści, jedynie jedna została wyjaśniona przez tę instytucję.
Najszerzej komentowanym przejawem homofobii i mowy nienawiści były słowa wiceministra obrony Ekrema Spahiu na łamach lokalnej gazety: „Co należy zrobić, to pobić ich [homoseksualistów] kijami. Jeśli tego nie rozumiecie, mogę to wyjaśnić: bić ich gumowymi kijami”. Delegacja Unii Europejskiej w Tiranie, Human Rights Watch, Amnesty International, ILGA Europe, lokalne i międzynarodowe media, a także premier Sali Berisha przywoływali i potępiali publicznie te słowa, jednakże Komisarz do Spraw Przeciwdziałania Dyskryminacji nie wyjaśniła tej sprawy.
4 maja 2013 Parlament Albanii jednogłośnie przyjął ustawę do kodeksu karnego dotyczącą mowy i przestępstw nienawiści przez wzgląd na orientację seksualną i tożsamość płciową na równi z płcią, rasą, pochodzeniem etnicznym, religią, niepełnosprawnością i innymi kategoriami. Przyjęto również prawo zabraniające rozpowszechniania homofobicznych informacji jakimkolwiek sposobem (także w Internecie). Grozi za to kara finansowa i/lub do dwóch lat pozbawienia wolności.

### Azyl
Prześladowanie z uwagi na orientację seksualną nie jest prawnie uznane za czynnik gwarantujący status uchodźcy.

### Służba wojskowa
Od 2008 roku mężczyźni homoseksualni i biseksualni nie są wykluczeni ze służby wojskowej z powodu swojej orientacji seksualnej.

## Uznanie związków osób tej samej płci
W albańskim ustawodawstwie nie istnieje żadna prawna forma uznania związków jednopłciowych.
29 lipca 2009 premier Sali Berisha zaproponował wprowadzenie w kraju małżeństw osób tej samej płci. Pomysł nie został wprowadzony w życie.
4 lutego 2010 parlament Albanii jednogłośnie przyjął prawo antydyskryminacyjne. Organizacje działające na rzecz praw osób homoseksualnych popierały wprowadzenie prawa przeciwko dyskryminacji, jednak spodziewały się również przyjęcia małżeństw osób tej samej płci.
Igli Totozani, przewodniczący jednej z pozarządowych organizacji, ogłosił w październiku 2013, iż jest gotów złożyć w parlamencie projekt ustawy zmieniający kodeks rodzinny, co mogłoby zalegalizować małżeństwa jednopłciowe.

## Adopcja dzieci przez pary jednopłciowe
Partnerzy w konkubinacie nie mają żadnych praw wychowawczych do dziecka swojego partnera. Niemożliwa jest również wspólna adopcja dziecka przez parę jednopłciową.

## Prawa osób transpłciowych
Osoby transseksualne nie mają w Albanii możliwości prawnej korekty płci.

## Życie osób LGBT w kraju

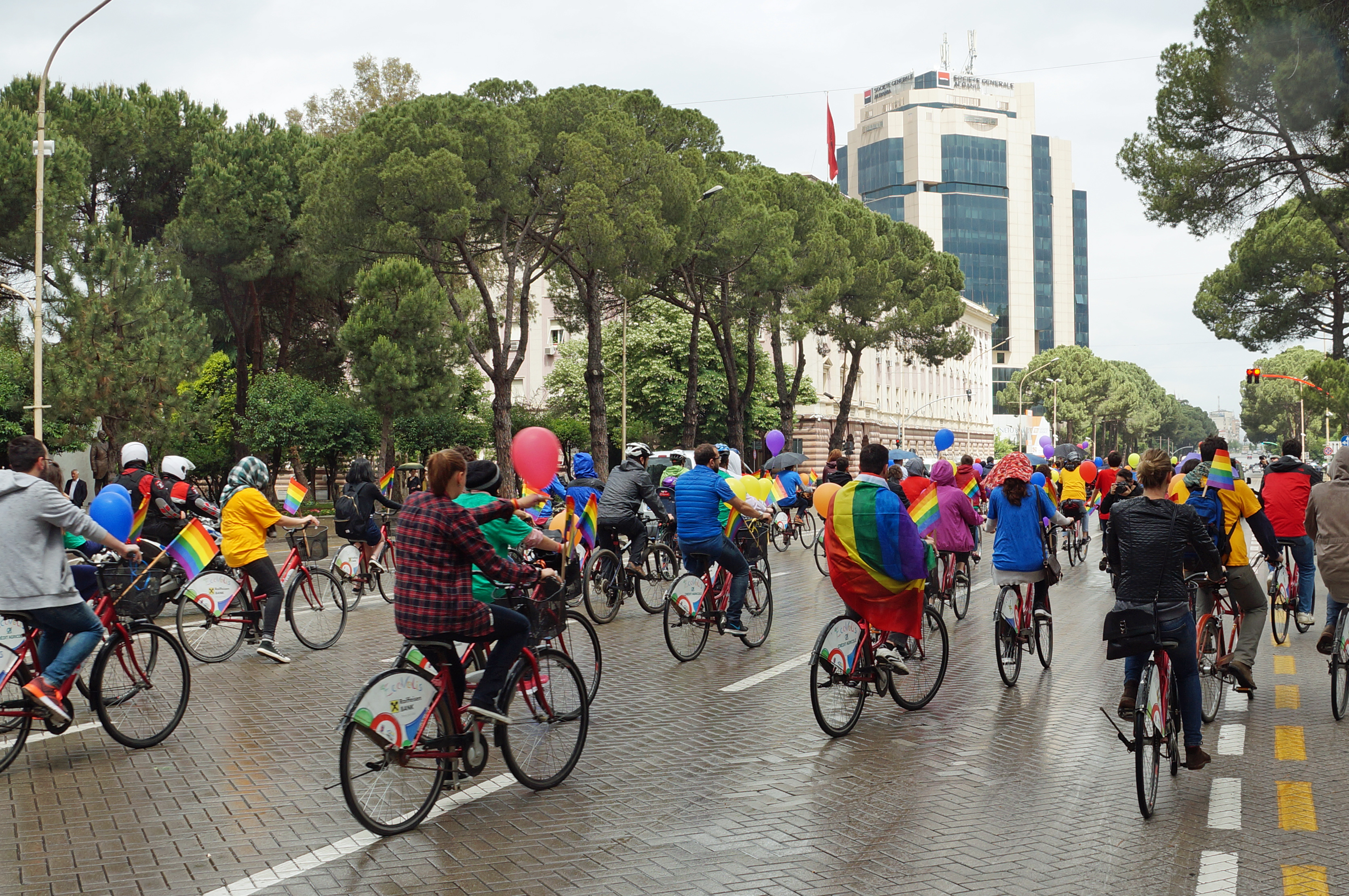
Wyścig Gay Pride w Tiranie w 2016 roku.

Społeczne nastawienie wobec społeczności LGBT jest na ogół negatywne.
W 2014 roku w Tiranie otwarto pierwsze na Bałkanach schronisko dla bezdomnych osób LGBTI.

### Organizacje LGBT
W Albanii istnieją trzy grupy skupione na prawach osób LGBT: Stowarzyszenie Przeciwko Dyskryminacji LGBT (alb. Aleanca Kunder Diskriminimit LGBT), Pro LGBT i Różowa Ambasada. Organizacje te działają w celu stworzenia lepszych warunków życia oraz równości dla osób LGBT w Albanii.
Stowarzyszenie Przeciwko Dyskryminacji LGBT (w skrócie Aleanca LGBT) to organizacja pozarządowa założona przez pięć lesbijek. Jej wizja to wolne, otwarte i równe społeczeństwo Albanii, które uwzględnia różnorodność i jest przyjazne wobec ludzi o wszystkich orientacjach seksualnych i każdej tożsamości płciowej. Aleanca LGBT zostało założone w marcu 2009 przez grupę młodych wolontariuszek z misją polepszenia warunków życiowych i umocnienia społeczności LGBT w Albanii. Działania organizacji skupiają się na budowaniu społeczności, podnoszeniu świadomości, rzecznictwu oraz lobbingu. W marcu 2013 Xheni Karaj, obecna przewodnicząca, przemawiała na konferencji w Ankarze jako pierwsza jawna aktywistka-lesbijka w Albanii.
Pro LGBT skupia się na podnoszeniu społecznej świadomości w sprawach związanych z LGBT. Jako rzecznik zajmuje się polepszaniem sytuacji społeczności LGBT. Organizacja założyła także Historia ime (Moja historia) – portal dotyczący praw człowieka, który stał się najważniejszym źródłem informacji o LGBT dla wielu głównonurtowych mediów w Albanii.
Różowa Ambasada ma na celu wzmocnienie pozycji społeczności homoseksualnej mieszkającej w Albanii. Działania tej grupy skupiają się na dwóch głównych założeniach: rzecznictwo i lobbing na rzecz praw osób LGBT poprzez kampanie edukacyjne, nagłaśnianie naruszeń praw osób LGBT oraz wpływ na rząd i polityków, by budowali skuteczne mechanizmy dla społeczności LGBT i tworzyli sprzyjające warunki w celu zwiększenia widoczności osób homoseksualnych.
W grudniu 2010 wiceprzewodniczący Komisji Pracy, Spraw Społecznych i Zdrowia, Tritan Shehu, oświadczył, iż „Homoseksualizm powinien być leczony zarówno farmakologicznie jako zaburzenie hormonalne, jak i psychologicznie”. Organizacje LGBT złożyły skargę do Komisarz do Spraw Przeciwdziałania Dyskryminacji. Komisarz rozpatrzyła deklarację i 30 września 2011 wysłała do parlamentu upomnienie wobec Tritana Shehu: „Pan Shehu powinien w przyszłości unikać dyskryminujących uwag, które tworzą napiętą atmosferę i nieprzyjazne nastawienie wobec społeczności LGBT w Albanii”. Komisarz zaleciła także, by parlament dał „wszelkie gwarancje, że myśli, opinie i uwagi w kierunku społeczności LGBT będą słyszalne, oceniane i rozważane, jeśli bezpośrednio dotykają specyficznych tematów – tak aby owa społeczność cieszyła się pełnią praw i wolności”.

### Opinia publiczna
Wyniki badań opublikowane przez Europejski Sondaż Społeczny w 2013 pokazują, że znacząca większość Albańczyków jest konserwatywna i z niechęcią podchodzi do społeczności gejów i lesbijek. Według danych z sondażu, 53% Albańczyków uważa, że „geje i lesbijki nie powinni mieć możliwości żyć tak jak chcą”. Jest to najwyższy w całym sondażu odsetek ludzi myślących w ten sposób.
Wyniki poprzedniego sondażu, prowadzonego przez Gallupa w 2010, pokazują, że 54,2% Albańczyków uważa relacje homoseksualne za niestosowne, a 22,7% jest odmiennego zdania. Widoczna jest różnica pomiędzy regionami. Respondenci ze środkowej Albanii częściej byli odmiennego zdania (35,5% przeciwko takim relacjom, 28,2% odmiennego zdania) niż Albańczycy z północy (59,8% przeciwko, 16,4% odmiennego zdania) i z południa (71,1% przeciwko, 17,2% odmiennego zdania). Ponadto Albańczycy mieszkający we własnym kraju rzadziej uważali relacje homoseksualne za niestosowne niż ci mieszkający w sąsiednich krajach, w tym w Macedonii Północnej (69,4% przeciwko takim relacjom, 18,4% odmiennego zdania), Czarnogórze (65,8% przeciwko, 12,2% odmiennego zdania), Kosowie (64,9% przeciwko, 18,5% odmiennego zdania) oraz Bośni i Hercegowinie (74,3% przeciwko, 9,2% odmiennego zdania). Porównywalne do Albanii wyniki uzyskano w Chorwacji (50,3% przeciwko, 20,4% odmiennego zdania) i Serbii (55,1% przeciwko, 21,7% odmiennego zdania). Kolejne pytanie dotyczyło tego, czy homoseksualiści powinni mieć „takie same prawa jak wszyscy inni ludzie”. 44,4% Albańczyków odpowiedziało twierdząco, a 28,5% było przeciw. 78,8% Albańczyków uważa „zachowania homoseksualne” za niemoralne, a zdaniem 56,2% Albańczyków homoseksualiści nie powinni pełnić funkcji publicznych takich jak na przykład nauczyciel. 56,1% jest zdania, że nie powinni oni ujawniać publicznie swoich seksualnych preferencji.
Badanie z 2016 wykazało, że wśród albańskich studentów było więcej przejawów homofobii niż wśród włoskich studentów i mniej niż wśród ukraińskich. Wśród Albańczyków czynniki takie jak polityczny konserwatyzm, religijność i przynależność do płci męskiej sprzyjają homofobii. Wykazano także, iż nie ma różnicy w tym zakresie pomiędzy katolikami a muzułmanami. Przedstawiciele innych religii nie byli zbyt liczni w sondażu. Bycie zwolennikiem postępowych partii politycznych i bycie w stałym związku to czynniki sprzężone z obniżonym poziomem homofobii wśród albańskich studentów.